# Víbora-cabeça-de-cobre
Agkistrodon contortrix ou serpente-mocassim-cabeça-de-cobre é uma espécie de víbora do género Agkistrodon. Habita o leste dos Estados Unidos quase até aos Grandes Lagos e com a exceção da Flórida, e ainda uma pequena região no norte do México, nos estados de Coahuila e Chihuahua.
Tem normalmente comprimento entre 80 cm e 90 cm, mas pode ir dos 50 cm aos 120 cm (o maior espécimen conhecido tinha 134,8 cm), e um corpo de 10 a 18 faixas de cor castanha, branca e bronze, com laivos de rosa e apresenta bandas escuras que fazem desenhos particulares. A ponta da cauda, por vezes, é amarelo ténue. As presas venenosas, como as das restantes serpentes da subfamília Crotalinae, são mantidas normalmente recolhidas e são extrudidas apenas quando a serpente abre a boca para atacar.
O seu veneno é tóxico e ataca o sistema circulatório das vítimas. É potencialmente perigoso para o homem, mas raramente mortal.
De comportamento diurno, pode tornar-se noturno durante a época de calor. Caça principalmente pequenos roedores mas também pode comer insetos, pequenos répteis e anfíbios, sobretudo quando é jovem. Caça principalmente de emboscada mesmo quando tem tendência para perseguir insetos pelo olfato. Vivípara, esta espécie gera de 4 a 7 juvenis de cada postura. Estes juvenis medem cerca de 20 cm, são autónomos e capazes de inocular peçonha logo após o nascimento. As fêmeas, na ausência de machos, podem tornar-se partenogénicas e gerar machos sem fecundação. A espécie não é considerada ameaçada mas é presa de vários animais, sobretudo enquanto jovem, alguns dos quais são imunes à sua peçonha, considerado pouco ativo quando em comparação com outras espécies da América do Norte.

## Subespécies
| Subspecie         | Autor                     |
| ----------------- | ------------------------- |
| A. c. contortrix  | (Linnaeus, 1766)          |
| A. c. laticinctus | Gloyd & Conant, 1934      |
| A. c. mokasen     | Palisot de Beauvois, 1799 |
| A. c. phaeogaster | Gloyd, 1969               |
| A. c. pictigaster | Gloyd & Conant, 1943      |

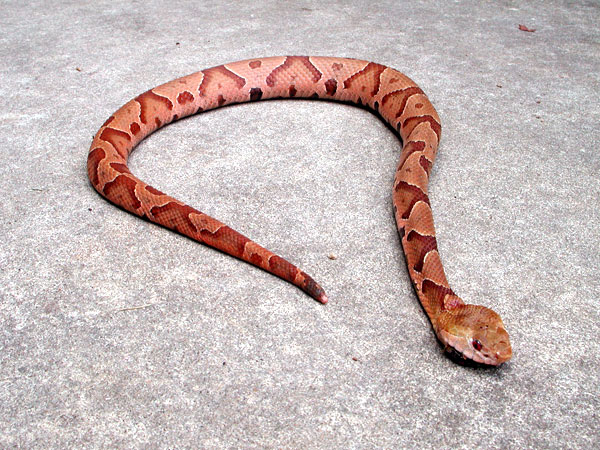
A. c. contortrix
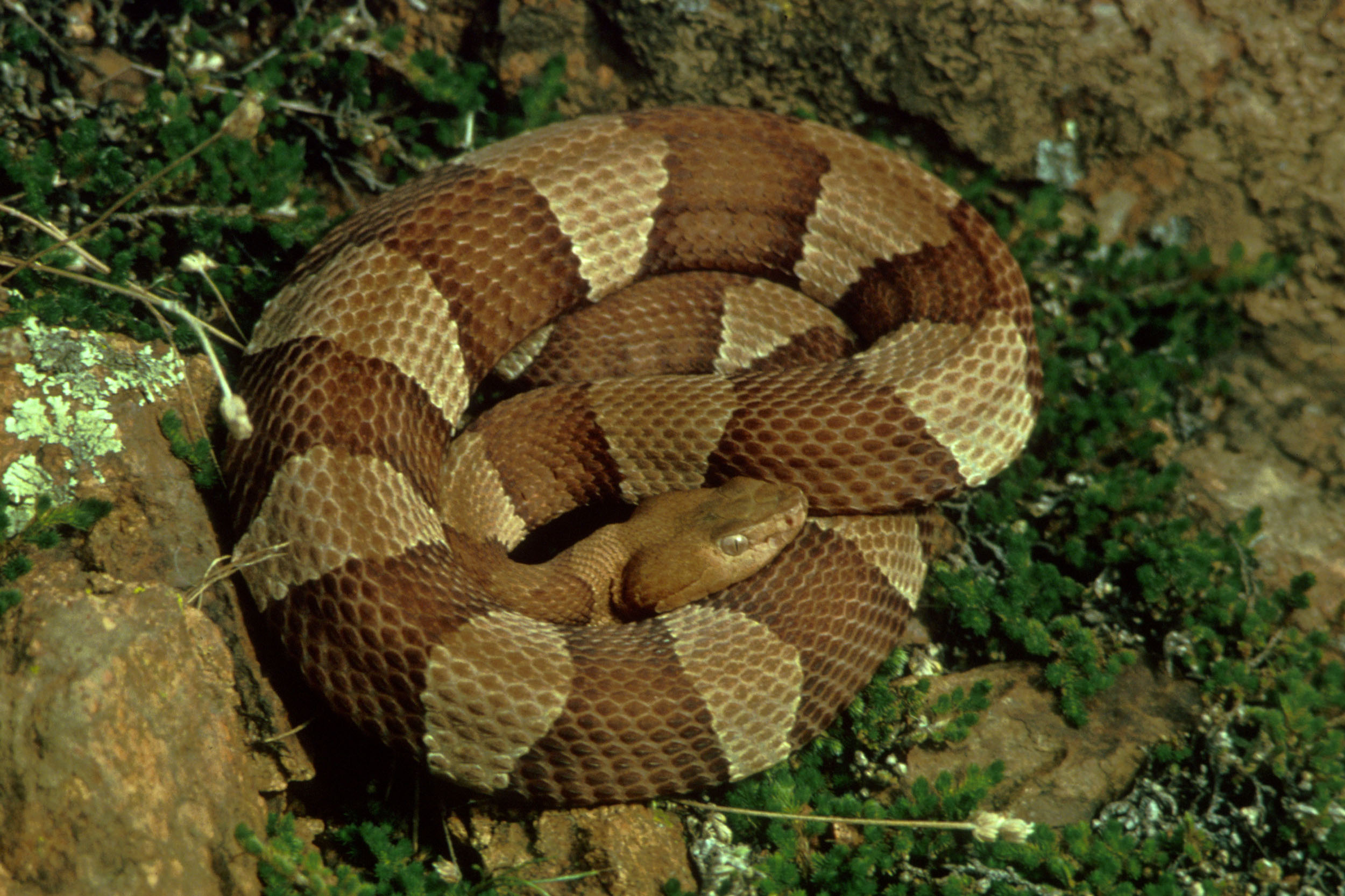
A. c. laticinctus
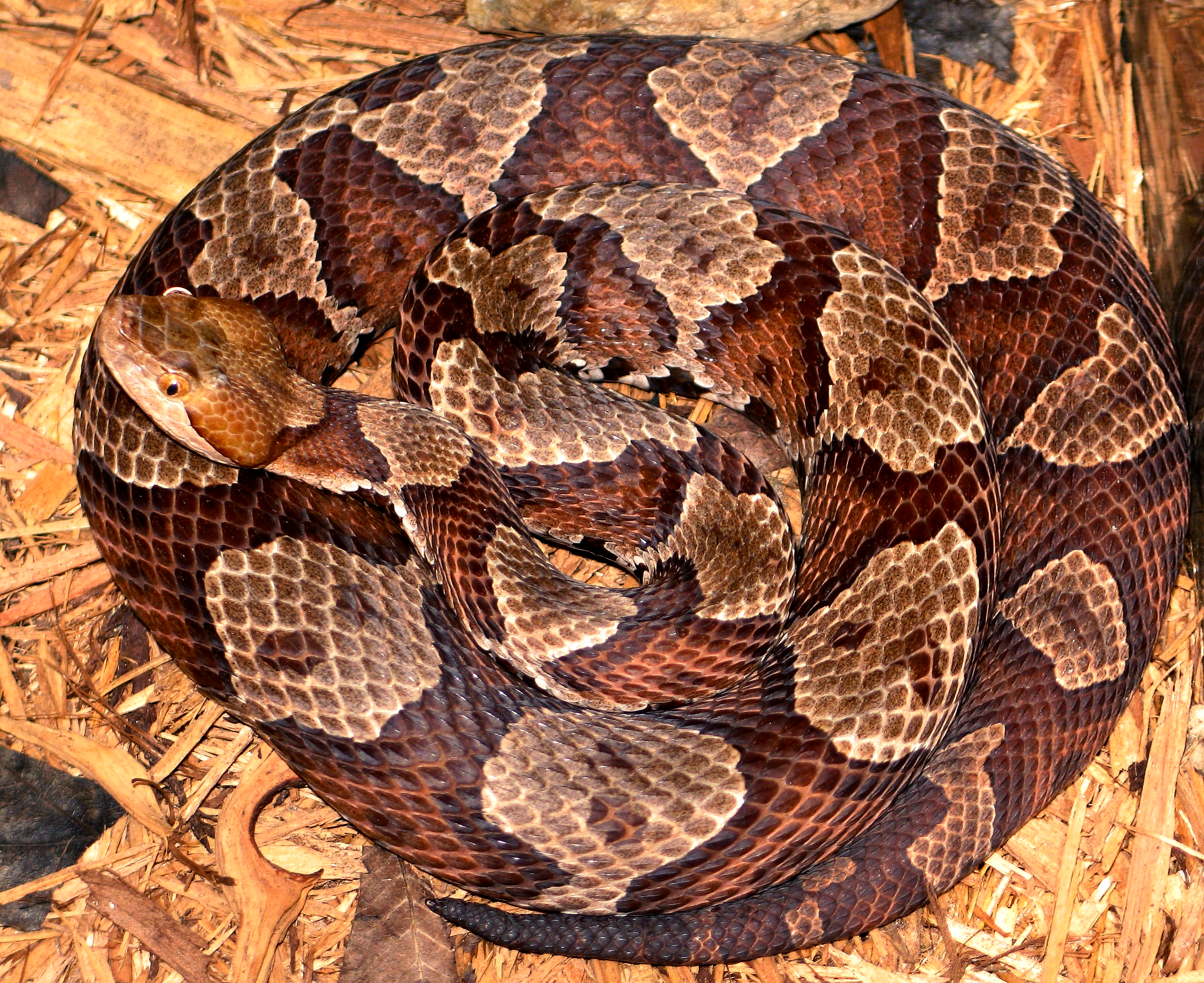
A. c. mokasen
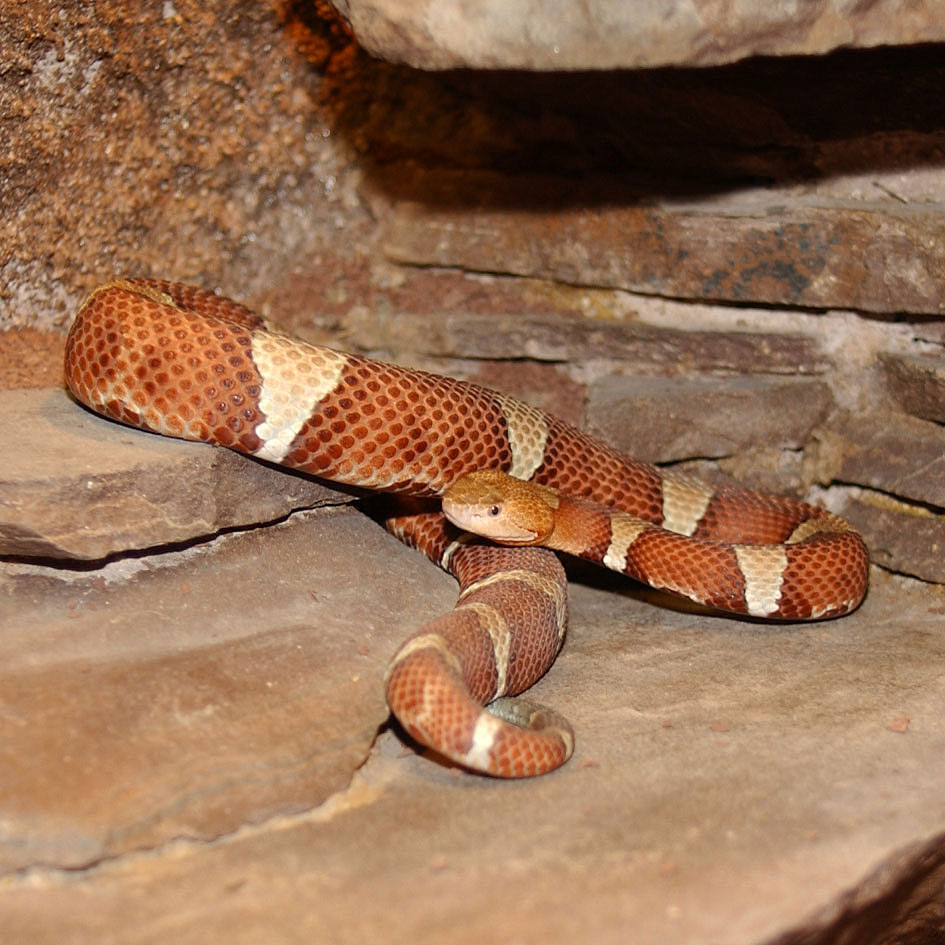
A. c. pictigaster
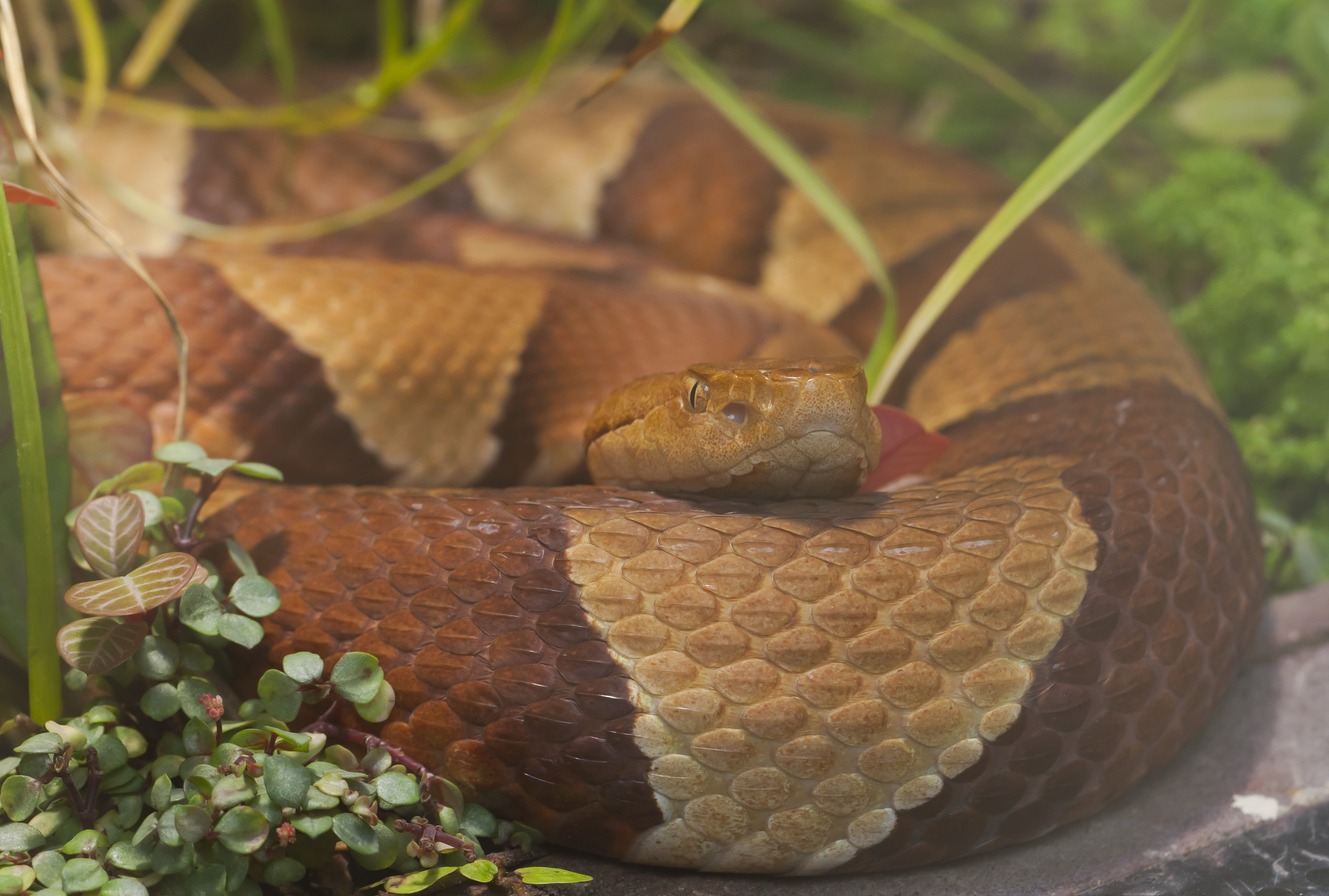
Detalhe